# NGC 6709
NGC 6709 (другое обозначение — OCL 100) — рассеянное скопление в созвездии Орёл.
Этот объект входит в число перечисленных в оригинальной редакции «Нового общего каталога».